# 10425 Ландферман
10425 Ландферман (10425 Landfermann) — астероїд головного поясу, відкритий 20 січня 1999 року.
Тіссеранів параметр щодо Юпітера — 3,444.